# 박람회

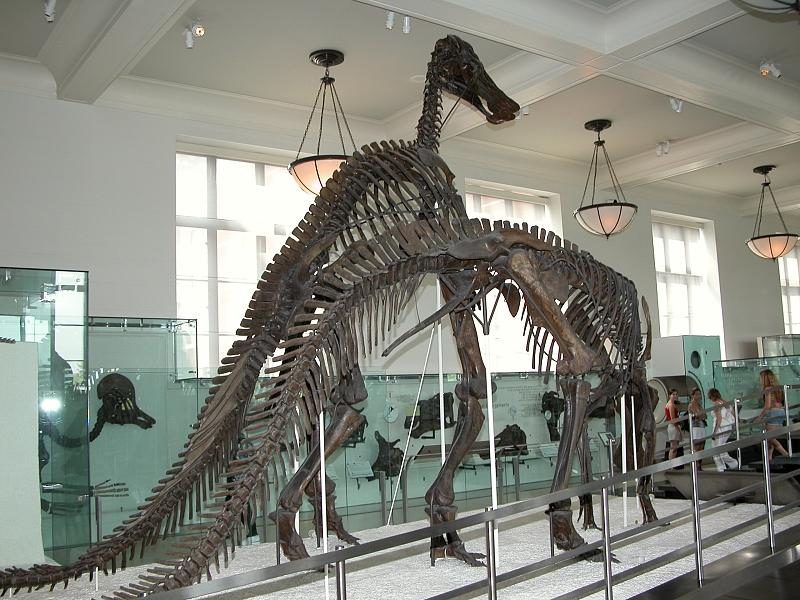
공룡 박람회

박람회(博覽會)는 한 나라 또는 지역의 문화나 산업 등을 소개하기 위하여 그에 관련된 각종 사물이나 상품을 진열해 놓은 곳을 말한다. 대개 일정한 기간을 정해 놓고 일정한 장소에서 산업, 경제, 학술, 종교, 예술, 교육 등의 국력 현황과 다른 나라의 발전상 등을 비교한다.

## 같이 보기
- 세계 박람회